# Friedhof der Namenlosen (Amrum)

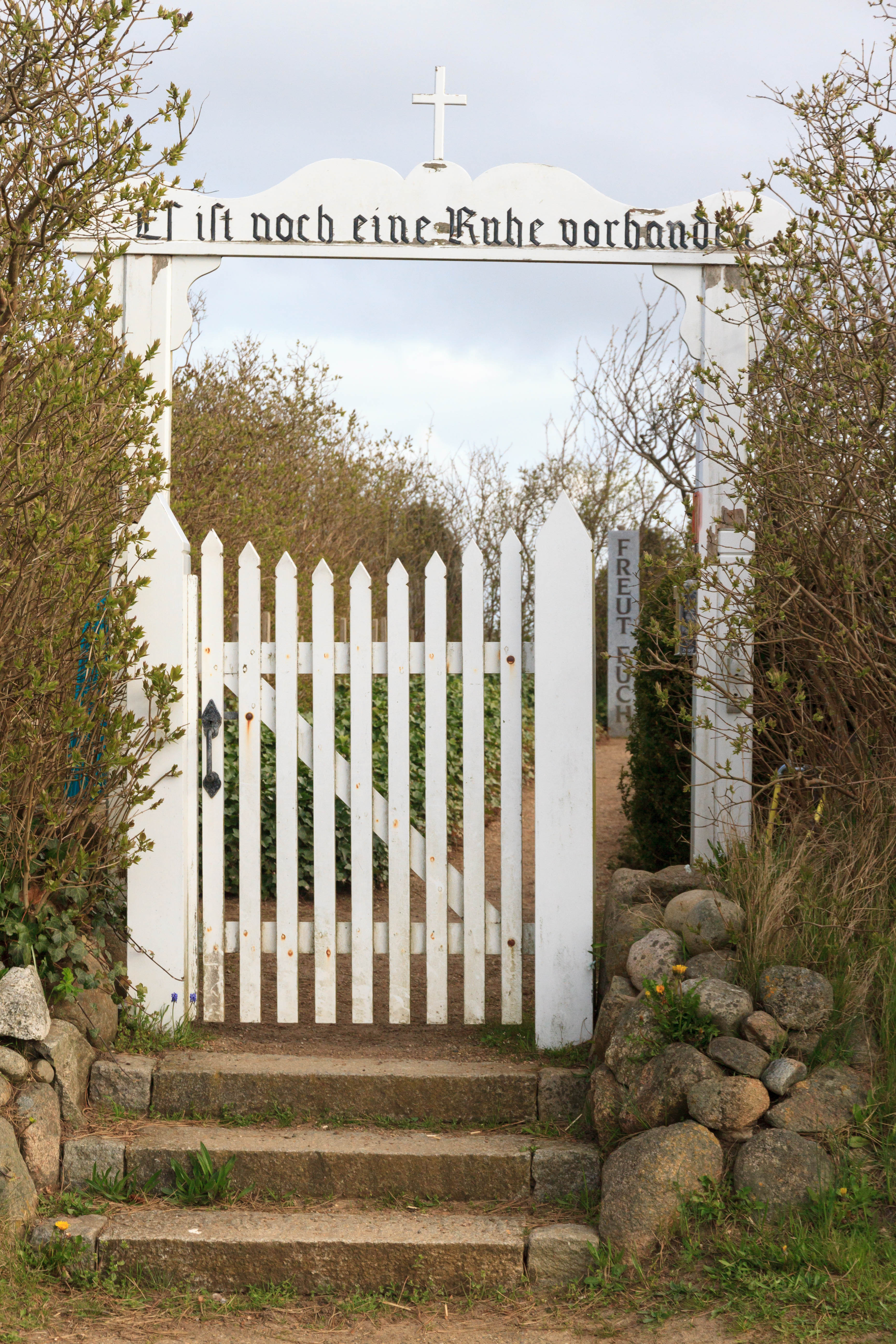
Das Eingangstor zum Friedhof der Namenlosen in Nebel auf Amrum.

Der Friedhof der Namenlosen in Nebel auf Amrum, auch als Friedhof der Heimatlosen bezeichnet, wurde laut Kirchenchronik 1905 vom Strandvogt Kapitän Carl Jessen  angelegt. Die erste Bestattung fand wenige Jahre nach der Einrichtung des ersten Seebades auf Amrum am 23. August 1906 statt, die letzte am 4. Juni 1969. Die Amrumer Anlage gilt neben den neben dem Westerländer und dem Spiekerooger Friedhof als einer der bekanntesten Friedhöfe der Heimatlosen.

## Geschichte

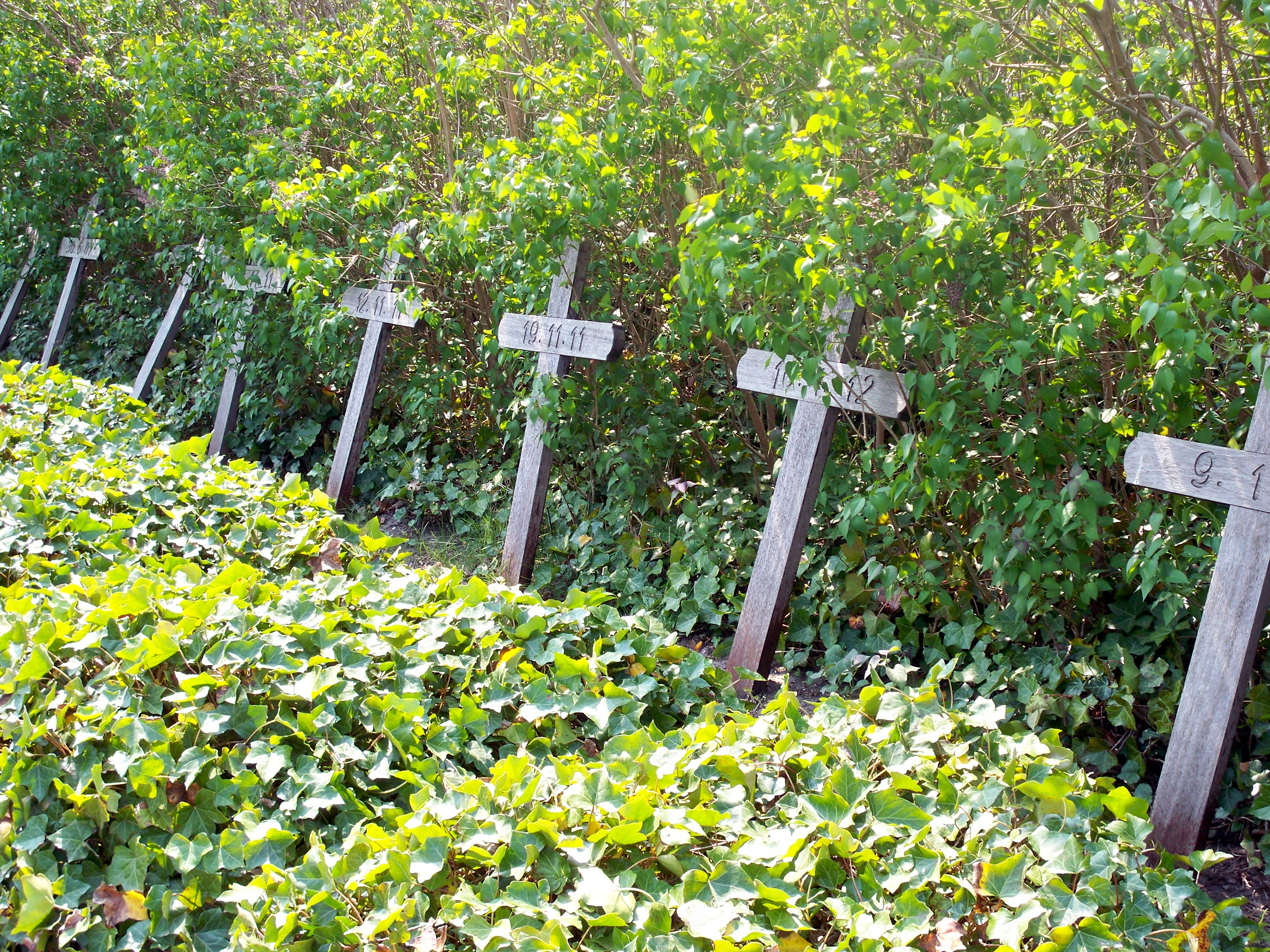
Holzkreuze auf dem Friedhof der Namenlosen in Nebel.

Bei den auf den Inseln an den Strand gespülte unbekannte Leichen handelte es sich meist um über Bord gegangene und ertrunkene Seeleute. Diese überließen die Bewohner einfach sich selbst oder verscharrten sie unter Verzicht auf jegliche Gedenkzeichen an Ort und Stelle zumeist in den Dünen oder begruben die Leichen ohne Grabmal oder Grabkreuz in einer Ecke des Dorffriedhofes. Andere barg der Strandvogt, zu dessen Aufgaben auch dieser Dienst gehörte. Dafür hielt er auf seinem Hof immer einen als Dodenmannskist bezeichneten Sarg parat. Einige Tote konnte man anhand mitgeführter Dokumente identifizieren. Sie bahrte man in einem schwarzen Schuppen in Nebel auf oder beerdigte sie provisorisch, bis Angehörige die Leichen abholten, um sie in der Heimat zu bestatten.
Der Umgang mit den unbekannten Toten änderte sich ab Mitte des 19. Jahrhunderts mit dem sich langsam entwickelnden Seebäderwesen. „Um gegenüber den bürgerlich-gebildeten Kurgästen nicht als unzivilisiert, ja barbarisch zu gelten,“ sollten nun auch die angeschwemmten Toten eine schlichte, würdige Bestattung erhalten. Amrum gehört dabei zu den vergleichsweise spät eingerichteten Anlagen. Die Friedhöfe in Westerland auf Sylt sowie auf Spiekeroog bestehen seit 1854, der von Listland auf Sylt seit 1865.
Kapitän Carl Jessen, damals Strandvogt in Nebel, stiftete das kleine Grundstück für den Friedhof, der im Jahre 1905 südlich des Inseldorfes Nebel gegenüber der Amrumer Windmühle angelegt wurde. Die erste Bestattung fand am 23. August 1906 statt, die letzte am 4. Juni 1969. Seither konnten mit besseren Techniken alle Strandleichen identifiziert werden. Insgesamt fanden 32 Menschen auf dem Friedhof ihre letzte Ruhestätte. Sie wurden vor allem am  Kniepsand, dem westlich der Insel vorgelagerten Sandstrand, angeschwemmt. Der Pastor sagte Beerdigungen auf dem Friedhof der Namenlosen nach dem Gottesdienst an, was dazu führte, dass viele Bewohner Amrums an den Bestattungen teilnahmen. Die Gräber der Verunglückten versah man mit schlichten Holzkreuzen, die das Datum des Fundes nennen.

Skulpturen: Plattbodenschiff (links), Sonnenbarke/Totenbarke (rechts)

Die St.-Clemens-Kirchengemeinde bewahrte den Friedhof über die eigentliche Ruhefrist von hier 30 Jahren hinaus und pflegt ihn bis heute. Sie erhält dafür keinerlei Zuschüsse. Konfirmanden der Kirchengemeinde tragen mit ihrem Arbeitseinsatz zur Pflege des Areals bei. Der Friedhof der Namenlosen liegt am Ortsrand von Nebel, auf der höchsten Erhebung des Orts, westlich des Mühlenmuseums. Umgeben ist er von hochgewachsenen Gebüschen, aus denen sich zwei Skulpturen auf hölzernen Masten erheben.
Im Jahre 2010 wurde die am Friedhof vorbeiführende Landesstraße verlegt. Dies führte dazu, dass die Kirchengemeinde den Friedhof ab 2011 umgestalten musste. Im Zuge dieser Maßnahmen ließ die Gemeinde die Südpforte, bisher Nebeneinlass, zum neuen Eingangsbereich umgestalten, um den Friedhof leichter zugänglich zu machen. Den ausgedienten Einlass bepflanzte sie mit hellen Fliederbüschen, so dass Besucher den Friedhof nicht mehr unmittelbar von der Straße betreten müssen. Zudem ließ sie drei Skulpturen in Schiffsform aufstellen. Sie sollen Leben und Tod symbolisieren. Am 18. Februar 2012 öffnete die Kirchengemeinde den neu gestalteten Friedhof für die Öffentlichkeit.

## Gedenkstein und Skulpturen

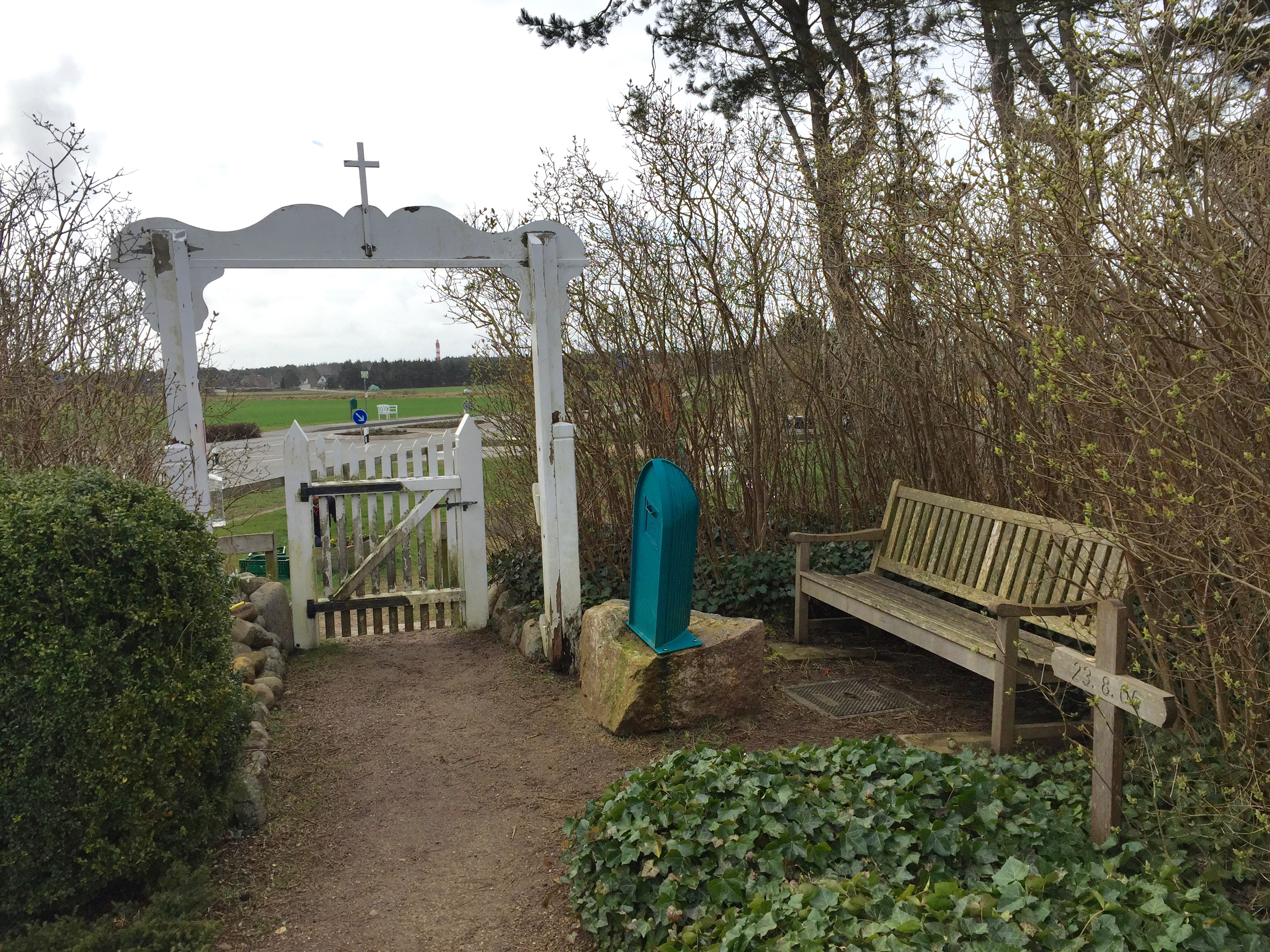
Eingangsportal mit der Skulptur das sinkende Schiff (Blau)
Stele mit Inschrift

Der Portalsturz des hölzernen Eingangsportals zum Friedhof trägt die Inschrift: „Es ist noch eine Ruhe vorhanden“. In der nordwestlichen Ecke des Friedhofs ist eine etwa zwei Meter hohe Stele aus hellem Granit errichtet worden mit dem Text: „FREUET EUCH, DASS EURE NAMEN IM HIMMEL GESCHRIEBEN SIND“ (Lukas 10,20).
Das auf einem etwa acht Meter hohen Mast im Südosten des Friedhofes aufgestellte Schiff des Lebens symbolisiert eine Arche in Form eines Plattbodenschiffs, die sich mit dem Wind dreht. Es ist ein Gemeinschaftswerk von Volker Göpfert, der es zurechtsägte, sowie Helmut Seesemann, der es schnitzte. Es entstand aus einer 1627 in den Niederlanden gefällten Eiche, die vermutlich zunächst als Schiffsbalken genutzt wurde und 1863 in einem Nebeler Kapitänshaus verbaut wurde. Als dieses 2010 renoviert wurde, entfernte man den Balken und führte ihn einer neuen Nutzung zu.
Ebenfalls auf einem etwa acht hohen Mast aufgestellt ist die Sonnenbarke (Todesbarke) aus Metall im Nordosten des Friedhofs. Sie symbolisiert „das Schiff, auf dem nach mythologischer Vorstellung die Sonne bei Nacht durch das Reich des Todes fährt“. Geschmiedet hat es Herrmann Christiansen, der in der Fahretofter Schmiede (Dagebüll) arbeitete.
Die dritte Skulptur steht im Eingangsbereich des Friedhofes. Das sinkende Schiff, das sich auf einem rauen Stein erhebt, soll Besucher zu Spenden für den Unterhalt des Friedhofes anregen. Das sinkende Schiff ist auch ein Werk der Fahretofter Schmiede.

## Verschiedenes
- Der Insel-Krimi von Jürgen Rath: Die Namenlosen von Amrum, verlegt im Jahr 2015, dreht sich um den Friedhof der Namenlosen auf Amrum.